# Cougars de Montigny-le-Bretonneux
Uniformes
Les Cougars de Montigny est un club français de baseball évoluant en Division 1 depuis 2017 et situé à Montigny-le-Bretonneux dans le département des Yvelines.

## Histoire
Le club est créé en 1988 sur l'initiative de deux anciens joueurs du PUC, Yannick Larvor et Christophe Hérard, qui souhaitaient avoir un club près de leur domicile élancourtois. Il se signale avec ses équipes de jeunes dès 1991 en étant vice-champions de France minime. En 2005, les jeunes réalisent un triplé historique en étant champions de France minimes, cadets et juniors.
De son côté, l'équipe fanion est vice-championne de National 3 (D4) en 1993 et 1995 puis remporte le titre de championne de France National 2 (D3) en 1996 et de National 1-B (D2) en 1998. Les Cougars évoluent en Élite (D1) entre 1999 et 2002. Le club est relégué administrativement en 2002 par la Fédération. Cette année-là, un match prévu à Nice avait été annulé faute d'arbitre. La Fédération donna l'ordre de rejouer le match, mais les Cougars faute de moyens financiers déclarèrent forfait. Montigny retrouve l'Élite en 2009 après le gain du titre de champion de France de National 1 (D2) en 2008. Pour la saison 2009, le club enregistre le retour de deux anciens joueurs : Nicolas Launay et Jean-Baptiste Couton. Les Cougars recrutent également l'international Anglais Jason Holowaty et deux universitaires américains : Derek Malikian et Chris Paterson. Septième sur huit à l'issue de la saison régulière, le club dispute les play-down et réussit à se maintenir en D1.
Lors de l'intersaison 2010, l'entraîneur Grégory Fages quitte ses fonctions et est remplacé par Nicolas Launay. Le club recrute l'ancien international Alex Dovigo âgé de trente-cinq ans et l'Américain Justin Fry ancien joueur des Windy City ThunderBolts. Le club enregistre le prêt de Thomas Gicquel en provenace d'Ermont (N1). Un seul joueur quitte l'effectif lors de cette intersaison : Maxime Lefèvre qui s'engage avec Rouen.
La saison 2011, voit la nomination au poste d’entraîneur de l'ancien professionnel Arnaud Fau. L’équipe dirigeante ne souhaite plus de renforts étrangers et souhaite faire confiance à la jeunesse Ignymontaine. À l'issue de la saison, le club est relégué en deuxième division avec un bilan de 2 victoires pour 34 défaites.
En 2015, le club devient le plus grand club de France avec 255 licenciés, et est également récompensé du mérite fédéral de meilleur club de France 2015 par la FFBSC.
Les Cougars réussissent une très bonne saison 2016 en finissant 2e du championnat régulier et en remportant le titre de champion de France de la Division 2 marquant ainsi leur retour en Division 1 pour la saison 2017 où ils finiront 4e alors qu'on ne les attendait pas à ce niveau dès leur première année en D1.
En 2018, les Cougars marque leur histoire en se qualifiant pour la finale des playoffs ainsi que pour la Coupe d'Europe de baseball. 
Pour la saison 2019, le club crée une équipe senior féminine.
En 2023, l'équipe de 1ère Division remporte pour la première fois de son histoire le Challenge de France de Baseball. Ils accèdent au titre à la suite d'une demi-finale face aux Templiers de Sénart, et une finale très disputée en 13 manches face aux Huskies de Rouen, champions de l'édition 2022. Ils glanent par la même occasion leur 2e ticket pour la Coupe d'Europe B 2024.

## Bilan saison par saison
| Saison | Division                                                      | Saison régulière                                              | Saison régulière                                              | Saison régulière                                              | Séries éliminatoires                                                                     |
| Saison | Division                                                      | Classement                                                    | Vic.                                                          | Déf.                                                          | Séries éliminatoires                                                                     |
| 1993   | Nationale 3 (D4)                                              | 1er                                                           |                                                               |                                                               | Vice-champion                                                                            |
| 1994   | Entente avec le BCF Paris ; l'équipe est alignée en N1-A (D1) | Entente avec le BCF Paris ; l'équipe est alignée en N1-A (D1) | Entente avec le BCF Paris ; l'équipe est alignée en N1-A (D1) | Entente avec le BCF Paris ; l'équipe est alignée en N1-A (D1) | Entente avec le BCF Paris ; l'équipe est alignée en N1-A (D1)                            |
| 1995   | Nationale 3 (D4)                                              | 1er                                                           |                                                               |                                                               | Vice-champion                                                                            |
| 1996   | Nationale 2 (D3)                                              | 1er                                                           |                                                               |                                                               | Champion                                                                                 |
| 1997   | Nationale 1 (D2)                                              | -                                                             |                                                               |                                                               |                                                                                          |
| 1998   | Nationale 1 (D2)                                              | 1er                                                           | 10                                                            | 5                                                             | Champion                                                                                 |
| 1999   | Élite (D1)                                                    | 3e                                                            |                                                               |                                                               |                                                                                          |
| 2000   | Élite (D1)                                                    | 5e                                                            |                                                               |                                                               |                                                                                          |
| 2001   | Élite (D1)                                                    | 4e                                                            |                                                               |                                                               |                                                                                          |
| 2002   | Élite (D1)                                                    | 5e                                                            |                                                               |                                                               |                                                                                          |
| 2003   | Nationale 1 (D2)                                              | -                                                             |                                                               |                                                               |                                                                                          |
| 2004   | Nationale 1 (D2)                                              | -                                                             |                                                               |                                                               |                                                                                          |
| 2005   | Nationale 1 (D2)                                              | -                                                             |                                                               |                                                               |                                                                                          |
| 2006   | Nationale 1 (D2)                                              | -                                                             |                                                               |                                                               |                                                                                          |
| 2007   | Nationale 1 (D2)                                              | 2e                                                            | 24                                                            | 3                                                             | poules : 1er/4 ; 9-1 1/2 f. : D 0-2 (Clermont)                                           |
| 2008   | Nationale 1 (D2)                                              | 2e                                                            | 20                                                            | 8                                                             | poules : 1er/4 ; 8-1 1/2 f. : V 2-1 (St-Priest) finale : V 2-0 (Bois-Guillaume) Champion |
| 2009   | Élite (D1)                                                    | 7e                                                            | 6                                                             | 22                                                            | play-down : 3e/4 ; 5-1                                                                   |
| 2010   | Élite (D1)                                                    | 6e                                                            | 5                                                             | 19                                                            | play-down : 2e/3 ; 3-3                                                                   |
| 2011   | Élite (D1)                                                    | 8e                                                            | 0                                                             | 28                                                            | play-down : 4e/4 ; 2-8                                                                   |
| 2012   | Nationale 1 (D2)                                              | 2e                                                            |                                                               |                                                               | 1/2 f.                                                                                   |
| 2013   | Division 2                                                    | 1er                                                           |                                                               |                                                               | ex aequo avec Chartres 1/2 f.                                                            |
| 2014   | Division 2                                                    | -                                                             |                                                               |                                                               |                                                                                          |
| 2015   | Division 2                                                    | 4e                                                            | 10                                                            | 10                                                            | 1/2 f. : D 0-3 (Clermont)                                                                |
| 2016   | Division 2                                                    | 2e                                                            | 11                                                            | 5                                                             | Champion                                                                                 |
| 2017   | Division 1                                                    | 4e                                                            | 15                                                            | 13                                                            | 1/2 f. : D 0-3 (Rouen)                                                                   |
| 2023   | Division 1                                                    |                                                               |                                                               |                                                               | finale : D (Montpellier) Vice-champion                                                   |

## Stade
Les Cougars ont la chance d'évoluer sur le premier terrain entièrement en synthétique de France, grâce à Nicolas About, maire de l'époque, qui, à la fin des années 1980 quand le baseball était à la mode en France (surtout les casquettes et maillots), eu l'idée de construire le stade alors que le club n'était pas encore aussi important qu'aujourd'hui.
En 2001, le stade Jean Maréchal, situé en plein centre ville, devient un complexe sportif avec la construction d'un gymnase juxtaposé au terrain de baseball.
En 2017, le terrain synthétique est entièrement rénové avec l'installation de 2 cages de frappes/bullpen extérieures.

## Palmarès
- Champion de France D2 : 2016
- Champion de France N1 (D2) : 1998, 2008.
- Champion de France N2 (D3) : 1996.
- Vice-champion de France N3 (D4) : 1993, 1995.